# 210231 Wangdemin
210231 Wangdemin este un asteroid din centura principală de asteroizi.

## Descriere
210231 Wangdemin este un asteroid din centura principală de asteroizi. A fost descoperit pe 11 septembrie 2007 la XuYi în cadrul programului PMO NEO Survey Program. Asteroidul prezintă o orbită caracterizată de o semiaxă mare de 2,44 ua, o excentricitate de 0,19 și o înclinație de 2,3° în raport cu ecliptica.